# Sarcobatus
Sarcobatus — північноамериканський рід двох видів квіткових рослин, які раніше вважалися одним видом. Традиційно Sarcobatus розглядався належним до Chenopodiaceae, але система APG III 2009 року визнає його єдиним родом родини Sarcobataceae.

## Опис
Рослини Sarcobatus — це листопадні кущі, що ростуть до 0,5–3 метрів заввишки з колючими гілками та зеленим соковитим листям, довжиною 10–40 мм і шириною 1–2 мм. Листя зелене, на відміну від сіро-зеленого кольору у більшості інших чагарників в його ареалі. Квітки одностатеві, чоловічі та жіночі квітки на одній рослині і з’являються з червня по серпень. Вид розмножується насінням і паростками. S. vermiculatus був описаний із зразків, зібраних у 1806 році експедицією Льюїса та Кларка, яка досліджувала Північну Америку на захід.